# Hans Thorszelius
Hans Thorszelius (19 februari 1944) is een Zweeds voormalig rallynavigator.

## Carrière
Hans Thorszelius werd begin jaren zeventig de navigator van Björn Waldegård en bleef in zijn gehele carrière in het Wereldkampioenschap rally naast hem actief. Het duo kwam uit voor fabrieksteams als die van Lancia, Ford en Toyota, en behaalde tussen 1975 en 1984 bij elkaar dertien WK-rally overwinningen. Het grootste succes kwam toen ze de wereldtitel in 1979 op hun naam schreven.